# Iván Bába
Iván Baba (ur. 25 czerwca 1950 w Cieplicach) – węgierski dyplomata, wiceminister spraw zagranicznych, ambasador w Polsce (1998–2000).

## Życiorys
Urodził się w Czechosłowacji. Studiował filologię angielską na Uniwersytetach Komeńskiego w Bratysławie oraz ELTE w Budapeszcie, następnie pracował jako dziennikarz. Na początku lat 90. sprawował funkcję wiceministra spraw zagranicznych. W latach 1998–2000 pełnił misję jako ambasador nadzwyczajny i pełnomocny w Warszawie, był również akredytowany w Mińsku, następnie zaś pracował jako szef ośrodka analitycznego Budapest Analyses. W 2010 objął ponownie funkcję wiceministra spraw zagranicznych.
W latach 1992–2002 należał do Węgierskiego Forum Demokratycznego, a w 2003 przystąpił do Związku Młodych Demokratów – Węgierskiej Partii Obywatelskiej.
Jest szwagrem László Nagy’a.